# Еластіко
Еластіко (англ. flip-flap) — фінт у футболі, який полягає у витонченому обмані гравця, що захищається. Футболіст показує корпусом напрямок руху, одночасно направляючи в ту саму сторону м'яч зовнішньою стороною стопи. Однак на середині маневру гравець різко змінює вектор свого руху. При цьому снаряд перекладається на внутрішню частину стопи, направляючи м'яч вже в потрібному напрямку. Такий фінт схожий на своєрідну хвилю, яка окреслюється ногою на поверхні футбольного поля. Крім краси еластіко може похвалитися високою ефективністю.

## Історія
Фінт був винайдений японо-бразильським футболістом Серхіо Ечіго. У 1964 році бразильський плеймейкер Роберто Рівеліно дізнався про еластіко від Ечіго, який був його товаришем по молодіжній команді «Корінтіанса» і почав широко застосовувати у своїй грі. У 2012 році в інтерв'ю Рівеліно сказав: «Він [Ехіго] каже, що він вигадав еластіко, але я вдосконалив його».
Рівеліно був кумиром ряду бразильців, тому фінт став популярний наприкінці 1990-х та 2000-х і ним користувались зокрема такі видатні футболісти як Ромаріо, Роналдо та Роналдінью.